# Strand-Silberkraut
Das Strand-Silberkraut (Lobularia maritima), auch Strandkresse, Steinkraut oder Duftsteinrich genannt, ist eine Pflanzenart aus der Gattung der Silberkräuter (Lobularia) innerhalb der Familie der Kreuzblütengewächse (Brassicaceae). Mehrere Sorten werden als Zierpflanze verwendet.

## Beschreibung

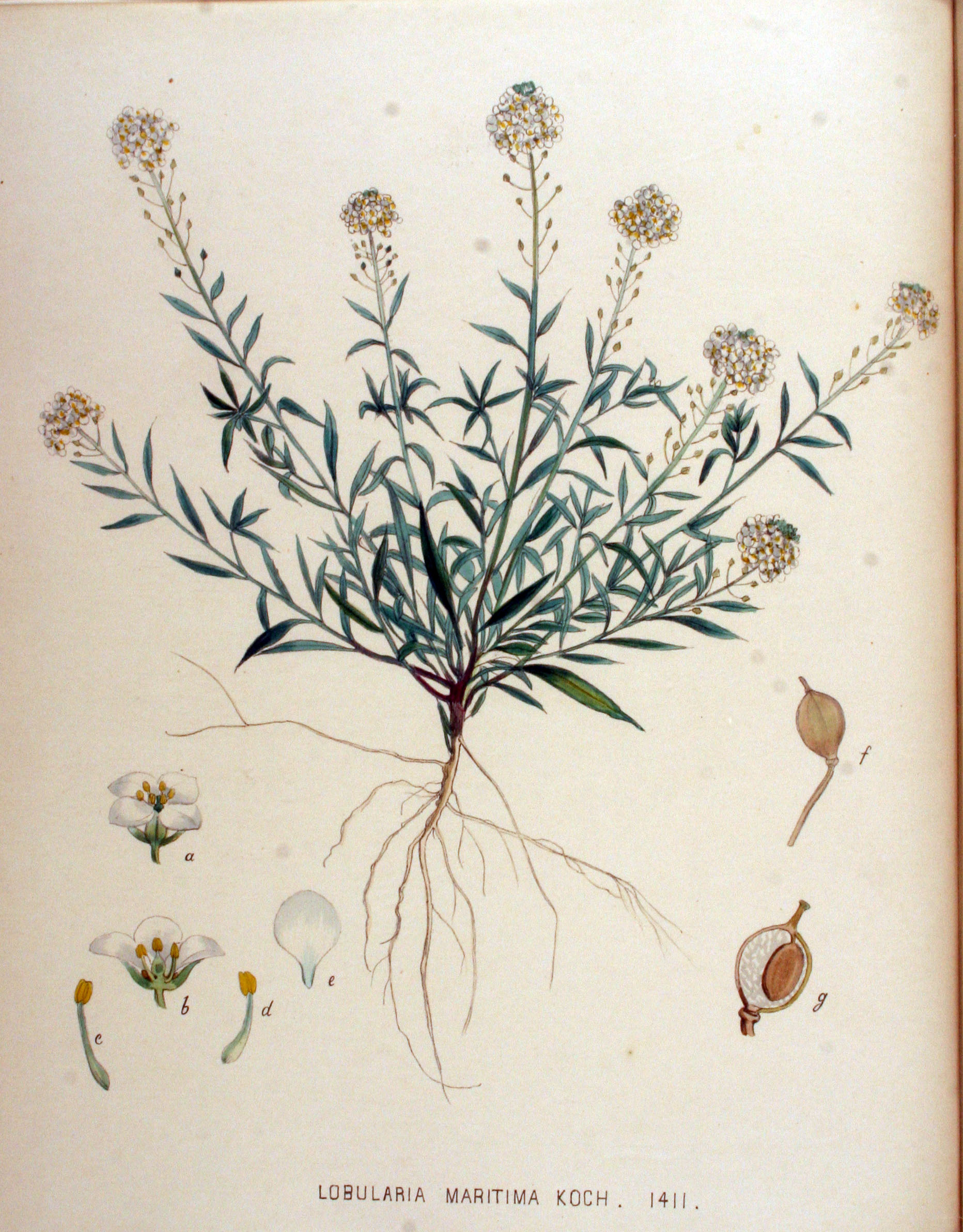
Illustration aus Flora Batava, Band 18

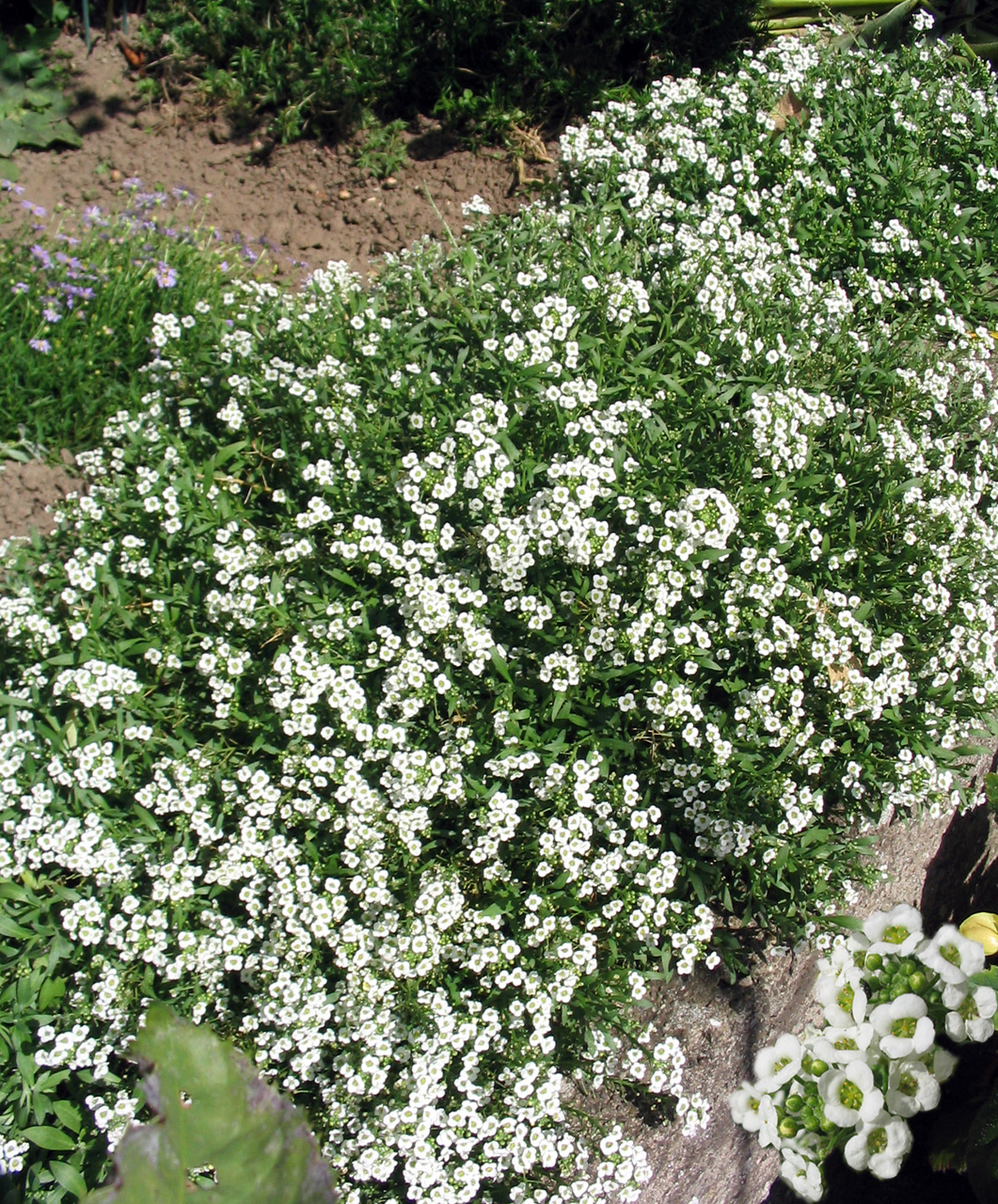
Habitus als Zierpflanze

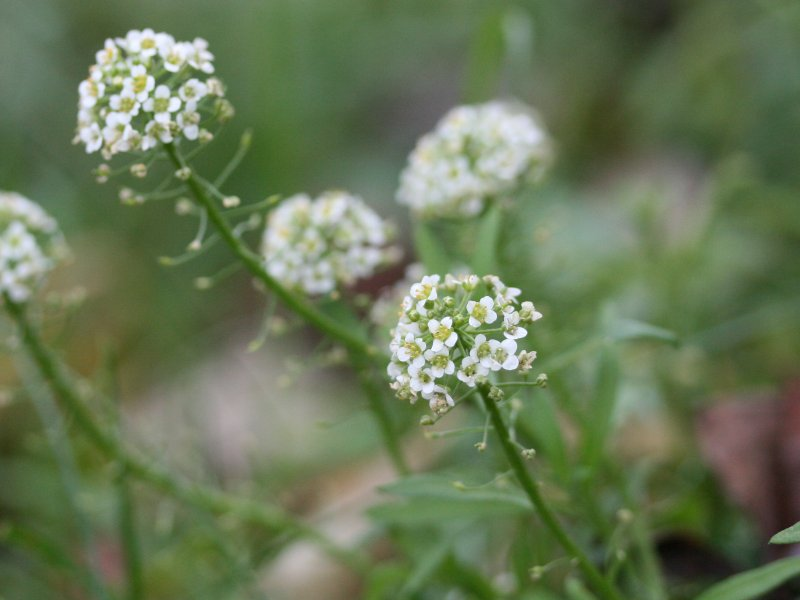
Blütenstände

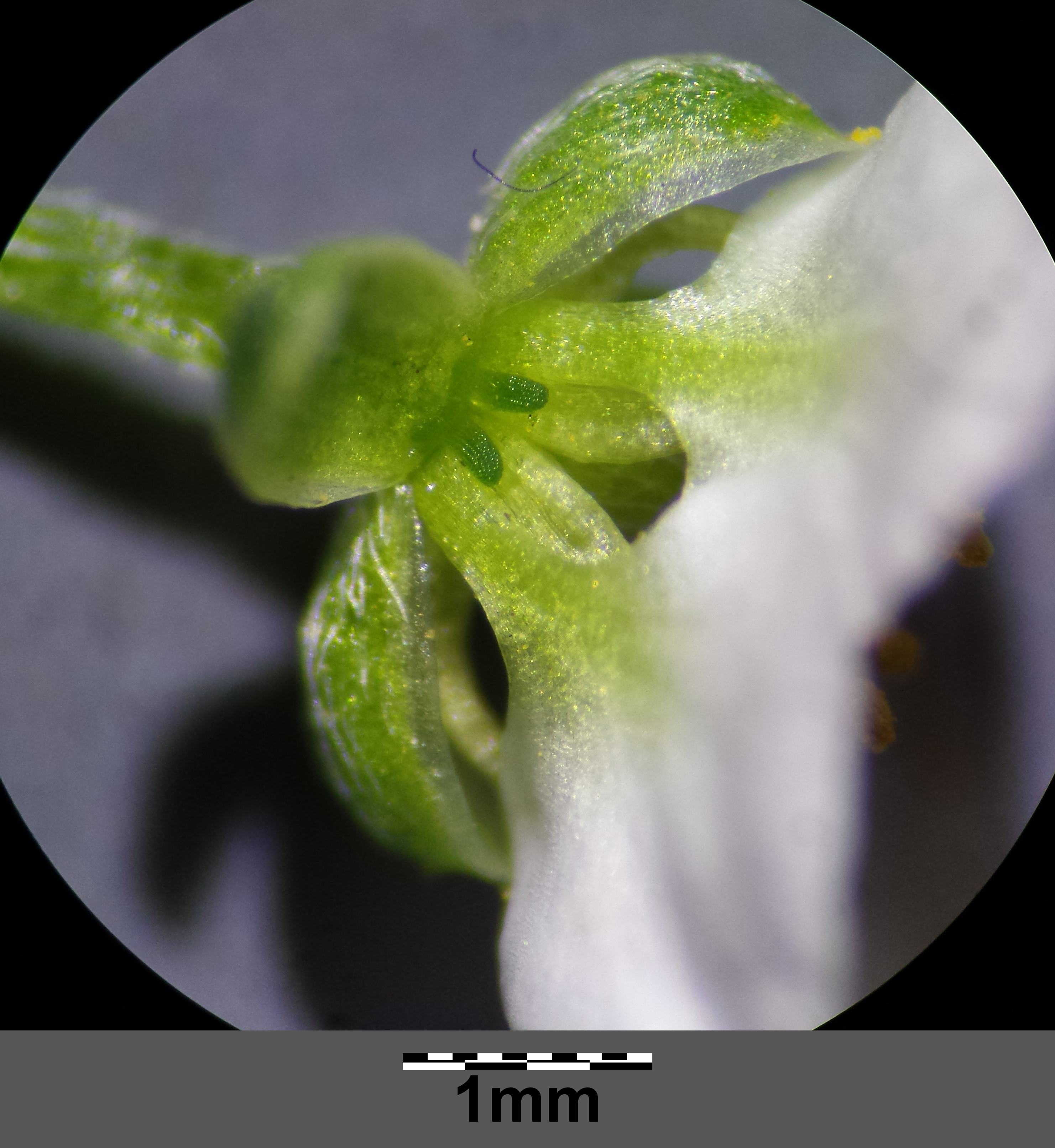
Die Blüte weist acht verschieden lange Nektardrüsen auf (im Bild sind nur zwei sichtbar).

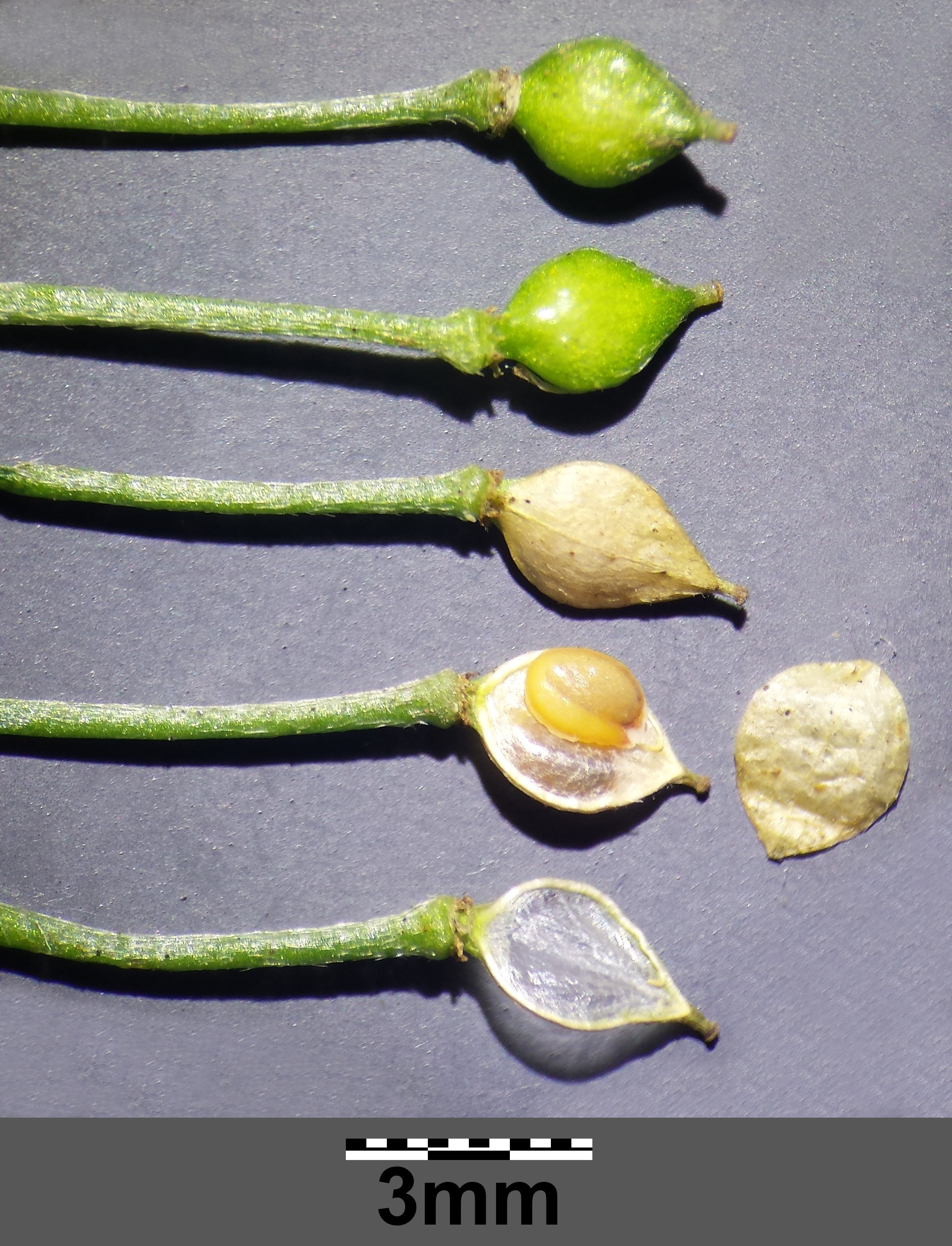
Früchte und Samen

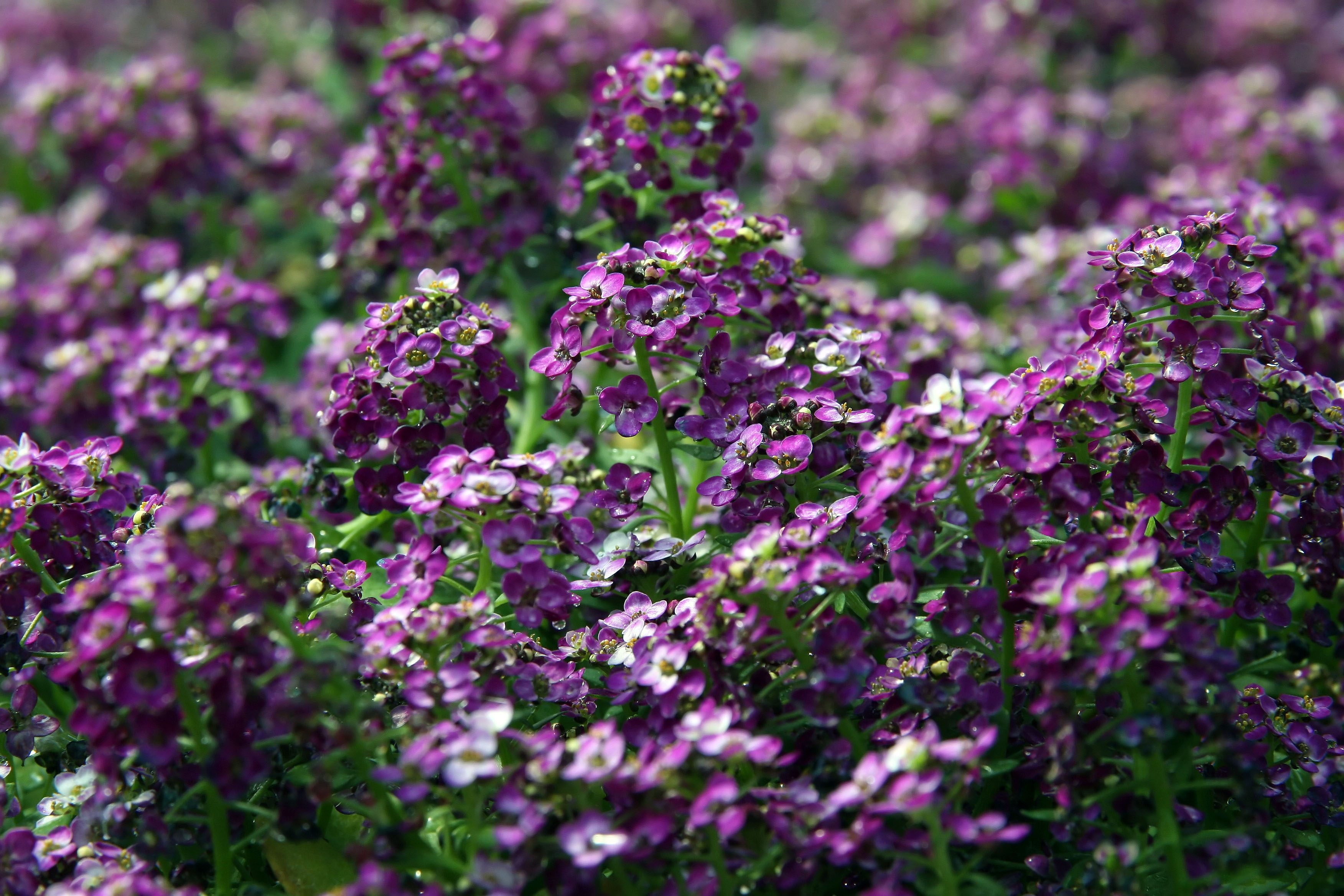
Die violettblühende Sorte ‘Easter Bonnet Violet’

### Vegetative Merkmale
Das Strand-Silberkraut ist eine einjährige bis ausdauernde krautige Pflanze, die Wuchshöhen von 10 bis 30, selten bis zu 40 Zentimetern erreicht. Der grau-grünlich gefärbte, niederliegende bis aufsteigende, verzweigte Stängel ist mehr oder minder dicht mit angedrückten, zweiarmigen, kompassnadelförmigen Haaren (Trichomen) besetzt.
Die Laubblätter sind wechselständig angeordnet. Die einfache, mehr oder weniger ganzrandige Blattspreite ist bei einer Länge von 2,5 bis 4, selten bis zu 5 Zentimetern schmal-lanzettlich, verkehrt-eiförmig bis linealisch. 

### Generative Merkmale
Das Strand-Silberkraut kann im Mittelmeerraum das ganze Jahr über blühen; in Mitteleuropa liegt die Blütezeit zwischen Juni und Dezember. In einem zuerst schirmtraubigen, durch Streckung der Blütenstandsachse später traubigen Blütenstand sind viele Blüten angeordnet.
Die relativ kleine, aromatisch duftende, zwittrige Blüte ist vierzählig. Die vier Kelchblätter sind 1,5 bis 2 Millimeter lang und damit etwa halb so lang wie die Kronblätter. Die vier weißlichen oder selten violetten Kronblätter sind 2 bis 3 Millimeter lang.
Die Fruchtstiele sind 6 bis 9 Millimeter lang und zuletzt waagerecht abstehend. Das Schötchen ist bei einer Länge von 2 bis 3 Millimetern sowie einem Durchmesser von etwa 2 Millimetern rundlich bis verkehrt-eiförmig und enthält einen Samen pro Fruchtfach.

### Chromosomensatz
Die Chromosomengrundzahl beträgt x = 6; es liegt Tetraploidie mit einer Chromosomenzahl von 2n = 24 vor, es wurde aber auch 2n = 22 ermittelt.

## Vorkommen
Das natürliche Verbreitungsgebiet des Strand-Silberkrauts liegt im westlichen Mittelmeerraum, wo es auf dem europäischen Festland von Portugal, Spanien, dem südlichen Frankreich und dem westlichen und südlichen Italien, auf den Balearen, Korsika, Sardinien und Malta sowie in Marokko, Algerien, Tunesien und Libyen vorkommt. Eingeführt und vielfach eingebürgert ist es in West-, Südost- und Mitteleuropa, im östlichen und südlichen Afrika, auf den Kanaren, Azoren und Madeira (wo es von vielen Autoren für einheimisch gehalten wird), in Nord- und Südamerika, Australien und Neuseeland.
Das Strand-Silberkraut kommt meist in Küstennähe an Sandstränden, auf verfestigten Dünen, in Kiefernwaldlichtungen, Wacholderbeständen und Macchien auf Sandboden, auf steinigen Wegböschungen, Kalkfelsen am Meer und ähnlichen Lebensräumen in Höhenlagen bis 1200 (ausnahmsweise bis 2000) Metern vor.
Es ist eine häufig kultivierte Zierpflanze, die sich über Selbstaussaat viele Jahre am gleichen Standort halten kann. In Mitteleuropa ist das Strand-Silberkraut ein in Einbürgerung befindlicher Neophyt. Dort kommt die meist aus Gärten stammende Pflanze vorwiegend in Ruderalfluren und entlang von Straßen vor.
Die ökologischen Zeigerwerte nach Landolt et al. 2010 sind in der Schweiz: Feuchtezahl F = 1+ (trocken), Lichtzahl L = 4 (hell), Reaktionszahl R = 3 (schwach sauer bis neutral), Temperaturzahl T = 4+ (warm-kollin), Nährstoffzahl N = 2 (nährstoffarm), Kontinentalitätszahl K = 3 (subozeanisch bis subkontinental), Salztoleranz 1 = tolerant.

## Systematik
Die Erstveröffentlichung erfolgte 1753 unter dem Namen (Basionym) Clypeola maritima durch Carl von Linné in Species Plantarum, Tomus II, S. 652. Die Neukombination zu Lobularia maritima (L.) Desv. wurde 1814 durch Nicaise Auguste Desvaux in Journal de Botanique, Rédigé par une Société di Botanistes. Paris Journal de Botanique, Appliquée à l'Agriculture, à la Pharmacie, à la Médecine et aux Arts, Band 3, 4, S. 162 veröffentlicht.
Je nach Autor gibt es etwa zwei Unterarten:
- Lobularia maritima (L.) Desv. subsp. maritima[6]
- Lobularia maritima subsp. columbretensis R.Fern.: Sie wurde 1992 erstbeschrieben und kommt in Spanien sowie auf Ibiza vor.[6]

## Nutzung
Das Strand-Silberkraut wird verbreitet an sonnigen Standorten und auf kalkhaltigen Böden in Rabatten, Steingärten und Blumenkästen als Bodendecker, Schnittblume, für Einfassungen und als Bienenfutter oder Duftpflanze genutzt. Es existieren mehrere Sorten mit weißen, rosa-, purpurfarbenen oder violetten Blüten und gelb oder weiß gestreiften Laubblättern.
Junge Laubblätter, Stängel und Blüten werden manchmal verwendet, um Salate und andere Speisen zu aromatisieren, falls Schärfe erwünscht ist.
Die medizinischen Wirkungen wurden untersucht. Der scharf schmeckenden Samen wurde früher auch als Semen Thlaspeos maritimi gegen Krankheiten der Harnorgane, Schleimfluss oder Skorbut genutzt.